# Kościół Wszystkich Świętych we Frederick
Kościół Wszystkich Świętych (ang. All Saints Church) – episkopalna świątynia w mieście Frederick, w Stanach Zjednoczonych, w stanie Maryland.

## Historia
Założona w 1742 roku parafia we Frederick jest najstarszą episkopalną parafią w zachodniej części stanu Maryland. W połowie XVIII wieku kilka przecznic od kościoła wzniesiono dom kolonialny, który służył parafii przez około 60 lat. W 1814 roku zbudowano nowy budynek, który do dziś służy parafii jako sala parafialna.
W 1855 roku rozpoczęła się budowa kościoła, którą realizowano według projektu Richarda Upjohna. Podczas wojny secesyjnej zrodził się konflikt między pochodzącym z północy proboszczem parafii i parafianami z południa. W 1861 roku w świątyni pochowanych było już 11 żołnierzy. Po bitwie nad Antietam we wrześniu 1862 roku kościół służył jako szpital polowy, a plebania była wykorzystywana jako kwatera wojskowa.

## Architektura
Świątynia neogotycka, trójnawowa. Posiada drewniane sklepienia.